# Grand Cayman
Grand Cayman najveći je i najnaseljeniji otok u Kajmanskog arhipelaga, na kom se nalazi i glavni grad George Town.

## Zemljopis
Grand Cayman leži izoliran na sjeverozapadu Karipskog mora, 366 km južno od Kube oko 500 km sjeverozapadno od Jamajke. Ostala dva otoka arhipelaga Mali Kajman i Kajman Brac leže udaljena 121, odnosno 145 km sjeverozapadno od Velikog Kajmana.
Grand Cayman je niski otok (najviša točka ima 24 m), dug oko 35 km, širok 13 km, ukupne površine 197 km². Na sjeverozapadu otoka nalazi se veliki zaljev West bay površine 93 km², izuzetno bogate morske flore i faune. Dobar dio otoka pokrivaju Mangrove močvare i gajevi kokosovih palmi i Banana. Jedini autohtoni sisavac je aguti, ali ima puno gmazova, kornjača, iguana i puno ptica.

## Povijest
Prvo stalno naselje osnovano je na Grand Caymanu krajem 18. stoljeća. Većina stanovnika bili su britanski mornari, dezerteri, slučajni brodolomci i afrički robovi i doseljeni plantažeri s Jamajke.
Prvi popis stanovništva proveden je na Grand Cayman 1802., tad je otok imao 933 
stanovnika, od kojih su 545 bili afrički robovi. Prije službene 
abolicije ropstva 1834., na čitavom arhipelagu živjelo je 950 robova u posjedu 116 porodica.
Velika prekretnica za Kajmanske Otoke bila je 1962., kad se Jamajka odlučila za nezavisnost, ali su Kajmanski Otoci odlučili ostati britanska krunska kolonija. Dotad su Kajmanski Otoci bili zajedno s Jamajkom britanska kolonija. Otad se na otoku naglo razvio turizam, bescarinska trgovina europskim luksuznim proizvodima koje kupuju najviše američki turisti i offshore poslovanje.
Uragana Ivan, najrazornija oluja 2004. teško je poharao Kajmanske otoke koji su se našli na njegovu putu, osobito je teško stradao Veliki Kajman, na kom je puno kuća ostalo bez krovova, naročito turistički objekti, zbog tog je proglašena elementarna nepogoda nacionalnih razmjera. Nakon te oluje otočka vlada, uložila je velikik napor da se saniraju štete na plažama i ugostitejskim objektima, pa se turizam uglavnom oporavio u nekoliko narednih godina.

## Stanovništvo
Na Velikom Kajmanu živi 52 740 od 55 036 stanovnika Kajmanskih Otoka, tako da se na njemu nalazi pet, od ukupno šest distrikta na koliko je arhipelag administrativno podjeljen. To su; Bodden Town (10 543 stanovnika), East End (1 
470), George Town (28 089), North Side (1 479) i West Bay 
(11 222), šesti distrikt Sister Island pokriva preostala dva otoka i ima 2 296 stanovnika.

## Gospodarstvo

### Offshore poslovanje
Na Velikom Kajmanu registrirano je čak 600 banaka i velikih financijskih kuća, od kojih su 43 filijale 50 najvećih banaka svijeta. Veliki Kajman zovu svjetska prijestolnica za pranje novca, zbog vrlo liberalnih zakona i jeftinog brzog postupka za osnivanje poduzeća, zbog tog je on formalno sjedište bezbrojnih poduzeća iz čitavog svijeta, - koja često vlasnicima služe jedino za pranje novca i zbjegavanje plaćanja poreza u vlastitim zemljama.

### Turizam i promet
Veliki je Kajman poznat po svojim brojnim koraljnim grebenima koji su od 
1978. zakonski zaštićeni. Uz njih buja fascinantni podvodni svijet tropskog mora, koji privlači brojne ronioce. Za one koji ne rone osigurane su dvije podmornice kojim mogu obići taj svijet. Velika turistička atrakcija je plaža Sedam milja, na zapadu otoka, i botanički vrt na istoku otoka.
Pored glavnog grada leži Međunarodni aerodrom Owen Roberts (IATA: GCM, ICAO: MWCR).

## Vanjske poveznice
- Discover Cayman - Tourism Portal for the Cayman Islands  Arhivirana inačica izvorne stranice od 20. veljače 2012. (Wayback Machine) (engl.)